# Roswell (Georgia)
Roswell egy amerikai város Georgia államban, Fulton megye északi részén. A 2000-es népszámlálási adatok szerint 79 334 lakója volt.
Eredetileg a közeli Cobb megyéhez tartozott. A várost 1854. február 16-án alapították, ekkor írta alá a megye parlamentje az alapítási okiratot. Abban az időben, a legközelebbi nagyváros a megyeszékhely, Marietta volt. Lóval négy órán át kellett utazni, így a telepesek megalapították Roswellt, hogy helyben intézhessék hivatalos dolgaikat.
Az 1931-es év végén a várost Cobb megye átengedte Fulton megyének.

## Földrajzi elhelyezkedés
Atlantától Georgia állam fővárosától 30 km-re északra helyezkedik el. A város teljes területe 100 km². Ebből 98,5 km² szárazföld, míg 1,5 km² víz (a teljes terület 1,53%-a).

## Demográfia
A 2000. évi népszámlálás adatai szerint, Rosswelben 79 334 lakos, 30 207 háztartás és 20 933 család található. Az átlagos népsűrűség 805,7 fő/km². 31 300 házegység van, ami 317,9 ház/km². A rasszok vizsgálata szerint, Roswell lakóinak 81,51%-a fehér, 8,54%-a afroamerikai, 0,20%-a amerikai indián, 3,74%-a ázsiai, 0,03%-a óceániai, 10,61%-a latino, 4,08%-a egyéb, míg 1,90%-a két, vagy több rassz tagja.
Roswellben 30 207 háztartásában, melyek 34,6%-ában él 18 évnél fiatalabb ember, a polgárok 57,1%-a házas, 8,6%-a hajadon és 30,7%-a nem családos. Az összes háztartás 23,1%-ában él egyedülálló és 4,5%-ában él 65 éves, vagy annál idősebb. Az átlagos háztartásban élő személyek száma 2,61, míg az átlagos családban 3,07 fő él.
A lakosság életkorának megoszlása szerint 24,5% 18 év alatti, 8,2% 18 és 24 év közötti, 35,1% 25 és 44 év közötti, 24,7% 45 és 64 év közötti és 7,5% 65 éves, vagy annál idősebb. Az átlagéletkor 35 év. 100 nőre 100 férfi jut. Minden száz 18 év alatti nőre kilencvennyolc 18 év alatti férfi jut.
A háztartások éves átlagjövedelme 71 726 dollár, a családoké 85 946 dollár. A férfiak éves átlagjövedelme 54 797 dollár, a nőké 36 182 dollár. Az egy lakosra jutó éves jövedelem 36 012 dollár. A népesség 5%-a és a családok 2,8%-a él a létminimum alatt. Ezek közül 5,1% 18 év alatti, míg 6,5% 65 éves, vagy annál idősebb.
A CNN amerikai hírtelevízió az USA egyik leglakhatóbb településének nevezte a várost.

## Hírességek
A hírességek kedvelik Fulton megyét, ezen belül is Roswellt. A színészek közül roswelli Paul Newman, Joanne Woodward, illetve Anne Baxter második lánya, Melissa Gault. Az 1990-es években itt működött Jeff Foxworthy komikus étterme is.
1. ↑  2020. évi népszámlálás az Egyesült Államokban. 2020. évi népszámlálás az Egyesült Államokban . (Hozzáférés: 2022. január 1.)